# Ассоциация содействия возвращению заблудшей молодёжи на стезю добродетели
Ассоциа́ция соде́йствия возвраще́нию заблу́дшей молодёжи на стезю́ доброде́тели (кратко Ассоциация) — советская и российская рок-группа, созданная в 1986 году в Свердловске Алексеем Могилевским и Николаем Петровым. «Ассоциация» записала шесть альбомов и прекратила своё существование в середине 90-х. Коллектив был возрожден в 2014-м году.

## История
Первоначально «Ассоциация…» представляла собой дуэт: Алексей Могилевский — автор песен, вокалист и мультиинструменталист, и гитарист Николай Петров. Название позаимствовано из рассказа «Каникулы мистера Ледбеттера» Герберта Уэллса: «Ведь твоё призвание — филантропия, вот какое у тебя призвание. С твоим голосом тебе самое место в какой-нибудь Ассоциации Содействия
Возвращению Заблудшей Молодёжи на Стезю Добродетели или что-нибудь в этаком роде. Поразмысли-ка над этим».
Летом 1986 года они на время оккупировали зал одного из первоуральских ресторанов, дабы записать альбом, который под названием «Угол» быстро разошёлся по Свердловску. Вплоть до конца 1988 года «Ассоциация» время от времени собираясь для реализации тех или иных музыкальных планов Могилевского.
1 марта 1987 года группа дебютирует на творческой мастерской рок-клуба, после которой получает аттестацию на членство. На сценическом дебюте «Ассоциации» Николая Петрова подменял коллега Могилевского по «Наутилусу» Альберт Потапкин.
Группа становится известна в Ленинграде и Москве, дебютируют на фестивале в Лужниках.
После раскола «Наутилуса» появились новые музыканты: басист Вячеслав Двинин, клавишник Виктор Комаров и барабанщик Владимир Назимов.
Выступление «Ассоциации» на IV фестивале Свердловского рок-клуба показало, что в музыке группы наметилась явная тенденция к современному поп-джазу, многие песни несли заметный отпечаток влияния музыки Стинга, хотя в целом программа не производила впечатления чего-то единого.
Альбом «Калейдоскопия» был записан в 1988 году, мощными силами музыкантов «звёздного» состава «Наутилуса» (Виктор Комаров, Владимир Назимов и сам Могилевский), к которым присоединился вместо ушедшего Двинина Вадим Шавкунов (бас, контрабас). В него вошли акустические композиции, написанные и исполненные в том же разухабистом стиле Могилевского, однако дополненном ныне серьёзным опытом инструменталиста и аранжировщика.
В 1989 году группа записывает альбом «Клетка для маленьких», в записи которого принял участие Владимир Елизаров.
Последними альбомами группы стали «Сторона» (миньон, 1990) и «Щелкунчик» (1992).
В 1993 году группа принимает участие в трибьюте группы «Наутилус Помпилиус» «Отчёт 1983—1993». Через год «Ассоциация» прекращает существование в связи с возвращением Могилевского и переходом Петрова в «Наутилус Помпилиус».
4 апреля 2002 года после продолжительной болезни умирает гитарист группы в 1986—1994 годах Николай Петров.
В сентябре 2014 года группа в составе Могилевского и молодого гитариста Валерия Кузина возобновляет концертную деятельность. Первое выступление состоялось в рамках фестиваля памяти Ильи Кормильцева — «Иллюминатор».
17 апреля 2021 года в результате ДТП погибает гитарист Валерий Кузин.

## Состав группы

### Настоящий состав
- Алексей Могилевский — вокал, клавишные, саксофон, аккордеон, гитара
- Валерий Кузин — гитара, бэк-вокал (2014-2021). Погиб в 2021 г.
- Евгений Звидённый — бас-гитара

### Бывшие музыканты
- Николай Петров — вокал, гитара, баян (1986—1994, умер в 2002)
- Виктор «Пифа» Комаров — клавишные
- Вадим Шавкунов — бас-гитара, контрабас
- Геннадий Шахиян — директор группы
- Владимир Назимов — ударные (1988—1991)
- Володя Петров — детский вокал (1992)
- Альберт Потапкин — гитара, ударные (1992)
- Вячеслав Двинин — бас-гитара (1988)
- Ольга Хоменко — скрипка (1989)
- Павел Устюгов — вокал (1990)

### Технический персонал
- Владимир Елизаров — звукорежиссёр, саунд-продюсер (1989)
- Виктор Алавацкий — звукорежиссёр (1989-92)
- Алексей Хоменко — звукорежиссёр (1989)
- Вадим Самойлов — звукорежиссёр (1990)
- Виктор Зайцев — звукорежиссёр

## Дискография
- 1986 — «Угол»
- 1987 — «Команда 33» (песни из одноимённого фильма)
- 1988 — «Калейдоскопия»
- 1989 — «Клетка для маленьких»
- 1990 — «Сторона»
- 1991 — «Щелкунчик»
- 1996 — «Greatest Hits» (сборник)